# Cindy Brogdon
Cinderella Jane Brogdon, detta Cindy (Buford, 25 febbraio 1957), è un'ex cestista statunitense, medaglia d'argento alle olimpiadi del 1976.

## Carriera
Con gli Stati Uniti ha disputato i Giochi olimpici di Montréal 1976.